# Київський університет (газета)
Газета «Київський університет» — офіційне щомісячне друковане видання Київського університету.

## Історія
Попередницею газети є «Університетські відомості» («Университетские известия»), щомісячний науковий журнал Київського університету Св. Володимира. Він виходив у світ з 1861 по 1919 рр. Серед редакторів «Университетских известий» — професори університету М. Х. Бунге (1861—1862) та В. С. Іконніков (1873—1919). Журнал друкував статті та рецензії, протоколи засідань університетської ради, її постанови та розпорядження, результати наукових досліджень.
25 жовтня 1929 року вийшов у світ перший номер газети «Київський університет» під назвою «Кузня освіти».
Під заголовком було зазначено: «Газета пролетарського студентства, професури та службовців Київського Інституту народної освіти» (так звався тоді університет).
У передовій статті «На нові рейки» визначалася роль газети у здійсненні завдань першої п'ятирічки. Ішлося про розгортання соціалістичного змагання, піднесення рівня навчального процесу, комуністичне виховання студентства.
У 1932 році газета стала називатися «За комуністичні кадри». Вона провела значну роботу щодо перетворення Інституту народної освіти на університет і у вересні 1933 року вийшла під лозунгом «Хай живе Київський університет!» Публікації того часу характерні для тогочасної доби, але багато з них присвячено навчанню та науці в університеті.
Після назви «За комуністичні кадри» мала назву «За радянські кадри», а згодом набула теперішньої — «Київський університет» — завжди була літописом життя університету. Попри короткість відлиг і тривалість передзастійних і застійних періодів, колектив редакції намагався робити її цікавою і корисною для студентів, викладачів, співробітників.

## Інформаційна політика
З проголошенням Україною незалежності газета взяла активну участь у пропаганді й утвердженні української національної символіки. На початку 90-х рр. XX ст. з газети було знято гасло «Пролетарі всіх країн, єднайтеся!» і вона змінила це гасло на слова Тараса Шевченка «Учітеся, брати мої…».
З 1929 − 2008 р. друкувалася чорно-білою, однак обкладинку набирали червоним шрифтом, відповідно до університетських кольорів — червоного та чорного. З 2009 р. — видається кольоровою. Мова газети — українська.

## Відомі журналісти та дописувачі газети
В університетській газеті в різні роки працювали або були дописувачами багато сучасних класиків української літератури. Тут з'являлися імена Юрія Мушкетика, Анатолія Косматенка, Василя Симоненка, Станіслава Тельнюка, Роберта Третьякова, Тамари Коломієць, Миколи Сома, Михайла Слабошпицького, Бориса Олійника та багатьох інших відомих письменників, публіцистів, журналістів. Свого часу Василь Симоненко навіть був розносником університетської газети.

## Аудиторія газети
Студенти, аспіранти, викладачі, співробітники Київського університету, а також ті хто цікавиться сучасним життям університету.

## Редакція та наклад
Загальний щомісячний наклад газети — 1200 прим (2009 р.). Редакція розташована у Червоному корпусі Київського університету (Володимирська 60, кім. 231). Головний редактор — О.Пономарів.

## Неофіційна газета Київського університету
Неофіційна газета Київського університету — інтернет-газета для студентів столиці. Задумана, як молодіжна противага офіційній «дорослій» газеті «Київський університет». Була створена у 2002 році на ініціативі студентів Київського національного університету імені Тараса Шевченка. Заснована на принципах відкритості тепер вона об'єднує студентів не тільки КНУ, а й багатьох інших університетів м. Києва. Газета не фінансується сторонніми організаціями, учасники не отримують грошей за роботу у проекті, а натомість здобувають досвід роботи, цікаві знайомства, нових друзів та багато іншого. Слід відмітити, що вклад в незалежність «Неофіційної газети» робить і Київський національний університет імені Тараса Шевченка, який надає безкоштовний хостинг і, разом з тим, жодним чином не втручається у роботу газети.Головний редактор — І.Левківський